# Adanarses da Armênia
Adanarses (em latim: Adanarses; em persa médio: 𐭭𐭥𐭥𐭠 𐭭𐭥𐭮𐭧𐭩; romaniz.: Ādur Narseh; em armênio: Ատրներսեհ; romaniz.: Atnerseh) foi um bispo armênio do gavar de Artaz entre 77 e 92, em sucessão de Zementos. É relatado que foi "martirizado pelos bárbaros". Nada mais se sabe sobre a vida e atividades de Adanarses.

## Nome
Adanarses é a forma grega e latina do persa médio Adur Narse (𐭭𐭥𐭮𐭧𐭩 𐭠𐭲𐭥𐭥𐭩, Ādur Narseh), que foi registrado em armênio como Atenerse (Ատրներսեհ, Atnerseh) e georgiano como Adarnase (ადარნასე) ou Adernerse (ადრნერსე, Adrnerse).  Adur/Adar (𐭠𐭲𐭥𐭥𐭩, ādur/ādar) é a palavra em persa médio e parta para "fogo", derivada do avéstico Atar (𐬁𐬙𐬀𐬭, ātar). Foi um termo utilizado para indicar templos zoroastristas dedicados ao fogo sagrado, bem como é o nome do nono mês do calendário zoroastrista e o nono dia do mês. Narse (Narseh), por sua vez, é um antropônimo registrado em parta como Narse (𐭭𐭥𐭮𐭧𐭩, Narseh), em armênio como Nerses (Ներսես) e latim e grego como Narses (Ναρσής, Narsḗs). A atestação mais antiga do nome ocorre nos Feitos do Divino Sapor, uma inscrição trilíngue do reinado do xainxá sassânida Sapor I (r. 240–270). Deriva do avéstico Nairyō saŋha-, que literalmente significa "o de muitos discursos", ou seja, o mensageiro divino.